# Portret van de moeder van Van Gogh

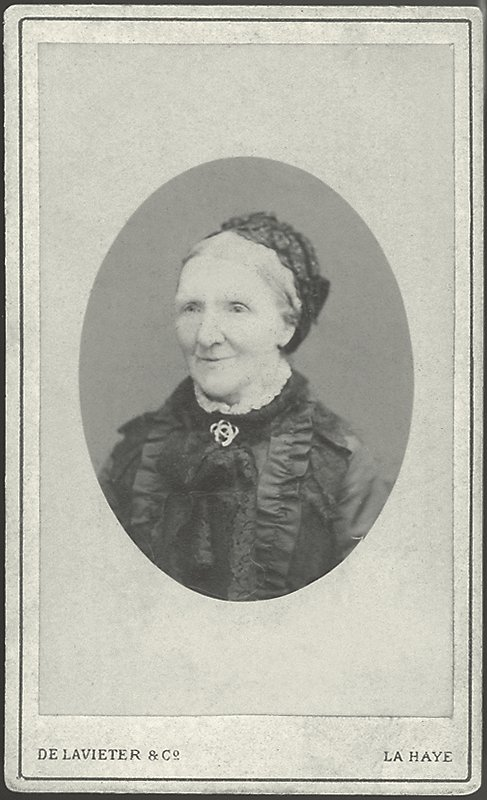
Foto op basis waarvan Vincent van Gogh het portret van zijn moeder schilderde. (Anna van Gogh-Carbentus, ca. 1888, fotograaf: J.L. de Lavieter & Co.)

Portret van de moeder van Van Gogh is een schilderij van Vincent van Gogh uit 1888.
Van Gogh schilderde zijn moeder, Anna Cornelia Carbentus (1819-1907), naar een zwart-witfoto. Deze foto had Vincent, via zijn zus Willemien, van haar gekregen. Uit een briefwisseling met zijn broer Theo van Gogh blijkt dat Vincent moeite had met de kleurloze aanblik van zijn moeder en trachtte hij een portret te schilderen met harmonieuze kleuren, zoals hij zich haar herinnerde. Het portret maakt een 'bleke' indruk. Een gedeeltelijke oorzaak hiervoor is het verbleken van de door Van Gogh gekozen (rode) pigmenten in de loop der tijd. Overigens was Van Gogh zelf niet erg tevreden met het uiteindelijke resultaat.
Het schilderij bevindt zich in de collectie van het Norton Simon Museum in Pasadena (Californië).